# Chenghuangtempel van Anping
De Chenghuangtempel van Anping is een daoïstische tempel die gewijd is aan de  daoïstische god Chenghuang. Chenghuang is de god van het lokale gebied Anping. 
De tempel ligt in Anping, Tainan, Republiek China (Taiwan). Deze tempel vormt samen met de Guanyintempel van Anping en de Kaitai Tianhoutempel van Anping de drie grote openbare tempels van Anping.

## Geschiedenis
De tempel werd volgens het boek "續修臺灣縣志" in 1749 door zeemachtofficier Shen Tingyao (沈廷耀) gebouwd als gebedsplaats voor de lokale zeemacht. In 1863 werd de tempel gerenoveerd. De namen van de donatiegevers die bestond uit vissers, mandarijnen en zeemachtofficieren zijn gegraveerd in drie balken van de tempel.